# María José Sáenz de Buruaga
María José Sáenz de Buruaga Gómez (Suances, 4 de junio de 1968) es una política y abogada española, actual presidenta de Cantabria desde 2023, siendo la primera mujer en ocupar el cargo. También preside el PP de Cantabria desde 2017. Además, fue vicepresidenta y consejera de Sanidad y Servicios Sociales durante el mandato de Ignacio Diego, entre 2011 y 2015.

## Biografía
Inició su carrera universitaria estudiando Física. Sin embargo, en 1994 se licenció en Derecho por la Universidad de Cantabria. Tras realizar el curso de práctica jurídica y la pasantía en el despacho de Luis Revenga, abrió su propio despacho profesional junto a una compañera en Suances. En el año 2000 abandonó el despacho para dedicarse en exclusiva a la política.

### Trayectoria política
María José Sáenz de Buruaga se afilió al PP en 1991 y en 1995 fue elegida concejal en el Ayuntamiento de Suances donde ejerció como portavoz de su grupo hasta 2007. Fue presidenta de la junta local del partido desde 1996 hasta 2010. Paralelamente, obtuvo escaño como diputada del Parlamento de Cantabria en 1999, siendo reelegida en 2003, 2007, 2011 y 2015. Durante el período 2003-2011 ejerció como portavoz de su grupo en materia de Sanidad y Servicios Sociales.
En el X Congreso Regional del PP de Cantabria, celebrado en noviembre de 2004 accede al cargo de secretaria general de la formación a nivel regional que revalida en los congresos celebrados en 2008 y 2012.
Entre el 28 de junio de 2011 y el 10 de julio de 2015, fue la vicepresidenta y consejera de Sanidad y Servicios Sociales del Gobierno de Cantabria tras la victoria electoral del PP en las elecciones autonómicas celebradas el 22 de mayo de ese año.
Tras perder el PP la mayoría absoluta en los comicios del 24 de mayo de 2015, el 18 de junio de ese año fue elegida vicepresidenta segunda del Parlamento de Cantabria, cargo que ya ocupó entre 2003 y 2011.

### Consejera de Sanidad y Servicios Sociales del Gobierno de Cantabria
En 2011, fue elegida consejera de Sanidad y Servicios Sociales del Gobierno de Cantabria, con Ignacio Diego como presidente. Durante el desempeño de sus funciones se licitó el contrato para terminar con las obras del Hospital Universitario Marqués de Valdecilla. Por otro lado, se creó el Centro de Atención a la Infancia y a la Adolescencia de Laredo, centro pionero en Cantabria en la prevención de la violencia familiar.

### Presidenta del Partido Popular de Cantabria (2017-actualidad)
El 15 de febrero de 2017, anunció su candidatura a la presidencia del PP de Cantabria para el 12.º Congreso Regional que se celebró el 25 de marzo.
El 25 de marzo de 2017, se convirtió en la primera presidenta del PP de Cantabria tras vencer en el 12.º Congreso Regional al entonces presidente, Ignacio Diego.

### Candidata a la presidencia de Cantabria (2019-2023)
En noviembre de 2018 anunció su disposición a ser la candidata a la presidencia regional. El 23 de enero de 2019, tras la renuncia de Ruth Beitia, fue designada candidata autonómica del Partido Popular a la presidencia de Cantabria para las elecciones del 26 de mayo de 2019 con el respaldo del Comité Ejecutivo Regional y del presidente nacional del partido Pablo Casado. Su candidatura consigue 9 de los 35 diputados que conformaron el Parlamento de Cantabria en la X legislatura (2019-2023). Se convierte en la jefa de oposición.

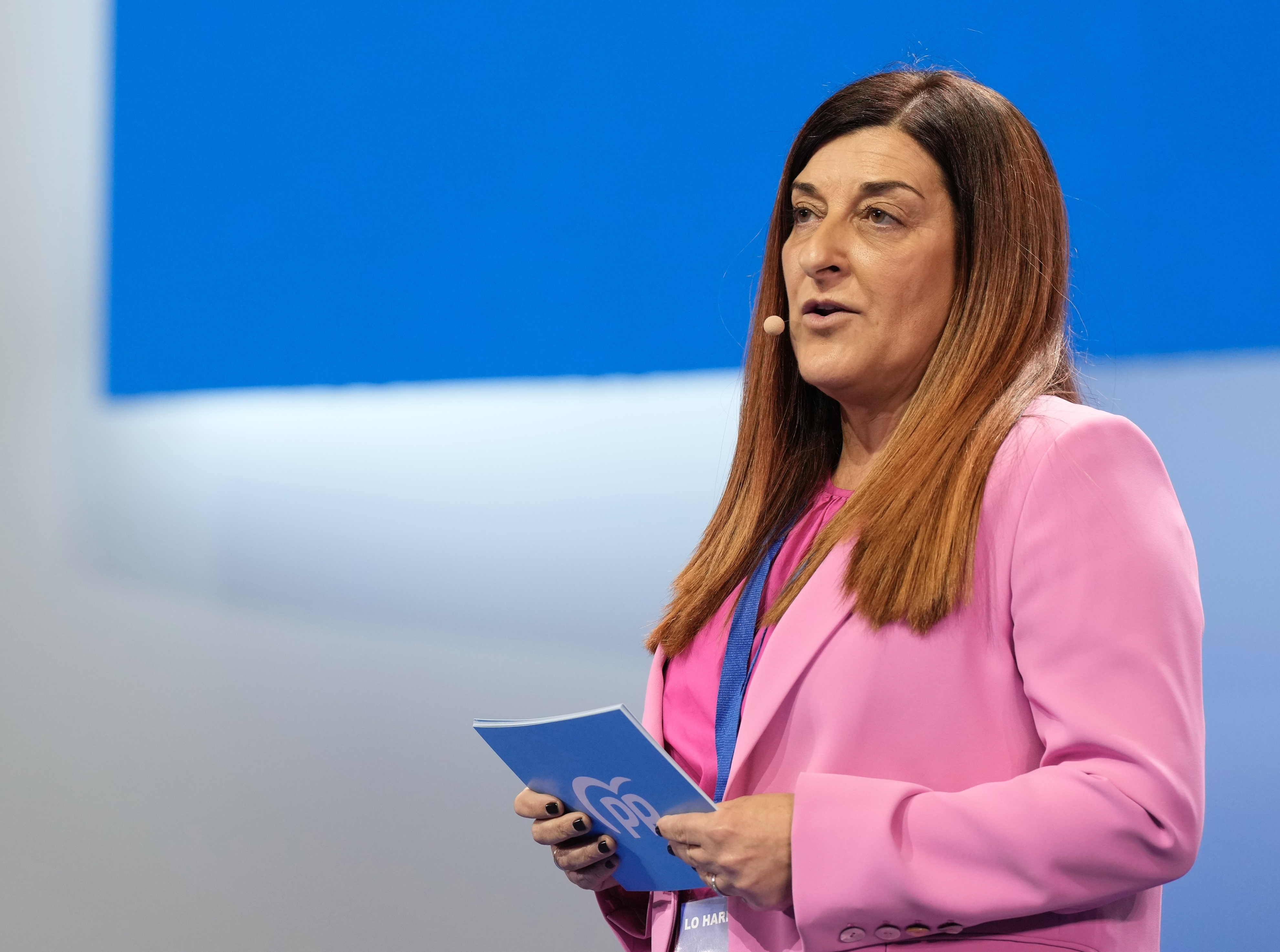
La presidenta del Partido Popular de Cantabria, María José Sáenz de Buruaga, durante su intervención en el XX Congreso Nacional del PP en el Palacio de Congresos y Exposiciones de Sevilla

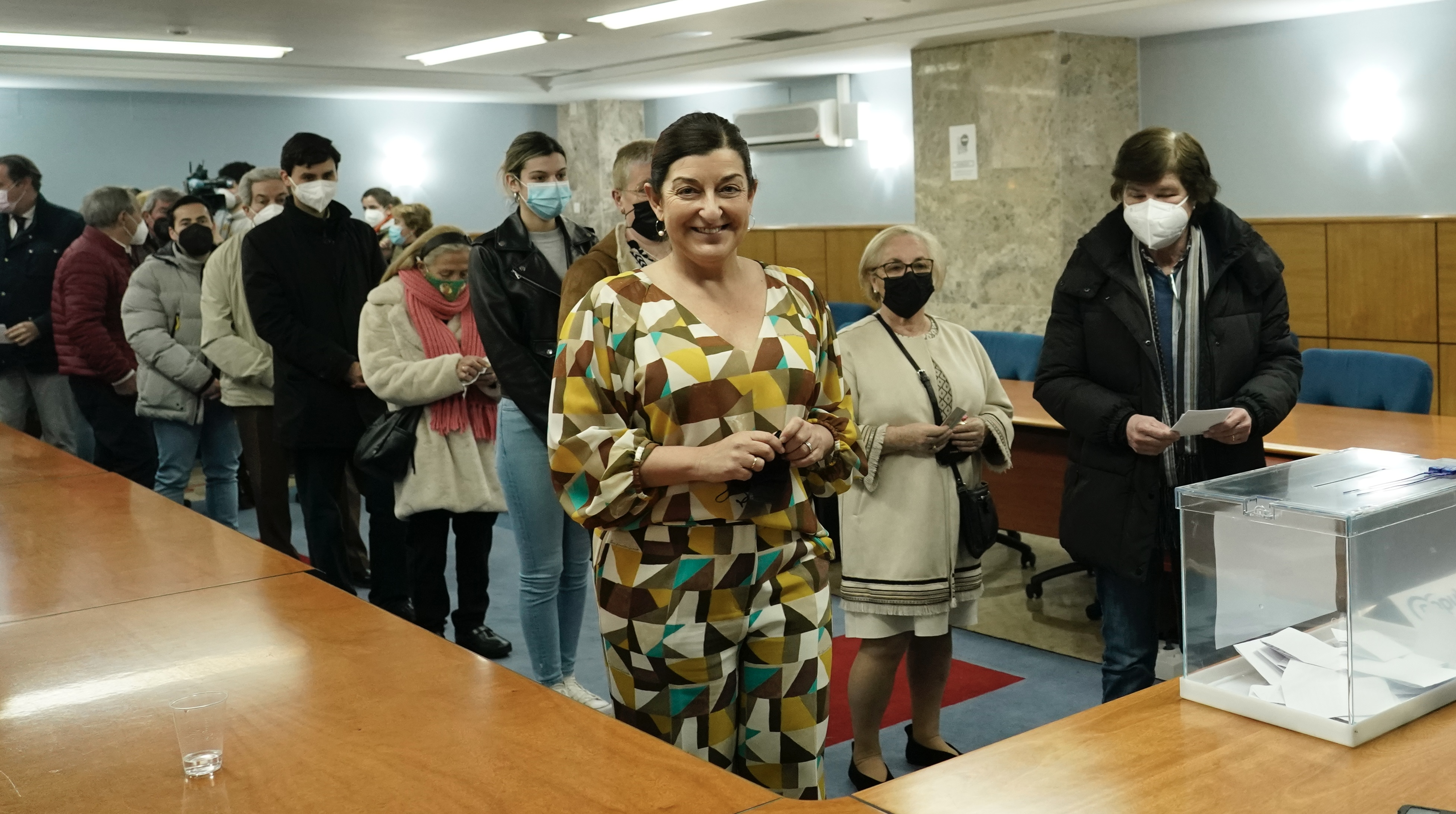
María José Sáenz de Buruaga votando en la votación en Cantabria del XX Congreso Nacional

Vuelve a ser la candidata a la presidencia en las elecciones autonómicas del 28 de mayo de 2023 y fue la candidatura más votada, con el 35,78 % de los votos. El PP consigue 15 de 35 diputados en la XI legislatura. Aunque no alcanzó la mayoría absoluta para ser nombrada presidenta en primera votación, en segunda votación solo necesita mayoría simple.

### Presidenta de Cantabria (2023-actualidad)
Tras ganar las elecciones de mayo de 2023, el Parlamento de Cantabria la invistió presidenta de Cantabria en segunda votación el 3 de julio con los quince votos a favor de los diputados populares y gracias a la abstención de los ocho diputados del PRC, mientras que PSC-PSOE y Vox votaron en contra. De esta forma, se convirtió en la primera mujer en presidir la comunidad.
Tomó posesión del cargo el 5 de julio de 2023, en el Hospital de San Rafael, sede del Parlamento cántabro.